# Pontus Almqvist
Pontus Almqvist (Nyköping, 1999. július 10. –) svéd korosztályos válogatott labdarúgó, a lengyel Pogoń Szczecin csatárja kölcsönben az orosz Rosztov csapatától.

## Pályafutása

### Klubcsapatokban
Almqvist a svédországi Nyköping városában született. Az ifjúsági pályafutását a Nyköpings BIS és Syrianska, illetve az angol Nike Academy csapataiban kezdte, majd 2016-ban az Norrköping akadémiájánál folytatta.
2017-ben mutatkozott be a Norrköping első osztályban szereplő felnőtt csapatában. Először a 2017. szeptember 23-ai, Halmstad ellen 2–1-re elvesztett mérkőzés 80. percében, Filip Dagerstål cseréjeként lépett pályára. 2017 és 2019 között a Sylvia, a Varbergs BoIS és a Norrby csapatainál szerepelt kölcsönben. Első gólját 2020. július 6-án, a Göteborg ellen 3–1-re megnyert találkozón szerezte meg. 2020 októberében az orosz első osztályban érdekelt Rosztov szerződtette. 2020. október 25-én, a Himki ellen 2–0-ra elvesztett bajnokin debütált. 2021. március 17-én, a Rotor Volgográd ellen idegenben 4–0-ás győzelemmel zárult mérkőzésen megszerezte első gólját a klub színeiben. A 2021–22-es szezon második felében a holland Utrecht, míg a 2022–23-as szezonban a lengyel Pogoń Szczecin csapatát erősítette kölcsönben.

### A válogatottban
Almqvist az U19-es és U21-es válogatottban is képviselte Svédországot.
2020-ban debütált az U21-es válogatottban. Először a 2020. szeptember 4-ei, Izland ellen 1–0-ra elvesztett mérkőzés 75. percében, Benjamin Nygrent váltva lépett pályára. 2020. szeptember 8-án, Olaszország ellen 3–0-ra megnyert U21-es EB-selejtezőn két gólt is szerzett.

## Statisztikák
2022. október 15. szerint
| Klub                        | Szezon   | Osztály      | Bajnokság | Bajnokság | Kupa  | Kupa | Nemzetközi | Nemzetközi | Összesen | Összesen |
| Klub                        | Szezon   | Osztály      | Meccs     | Gól       | Meccs | Gól  | Meccs      | Gól        | Meccs    | Gól      |
| --------------------------- | -------- | ------------ | --------- | --------- | ----- | ---- | ---------- | ---------- | -------- | -------- |
| Norrköping                  | 2017     | Allsvenskan  | 1         | 0         | 0     | 0    | —          | —          | 1        | 0        |
| Norrköping                  | 2019     | Allsvenskan  | 7         | 0         | 1     | 0    | —          | —          | 8        | 0        |
| Norrköping                  | 2020     | Allsvenskan  | 20        | 5         | 0     | 0    | —          | —          | 20       | 5        |
| Norrköping                  | Összesen | Összesen     | 28        | 5         | 1     | 0    | 0          | 0          | 29       | 5        |
| Sylvia (kölcsönben)         | 2017     | Division 2   | 3         | 1         | —     | —    | —          | —          | 3        | 1        |
| Varbergs BoIS (kölcsönben)  | 2018     | Superettan   | 4         | 0         | —     | —    | —          | —          | 4        | 0        |
| Norrby (kölcsönben)         | 2018     | Superettan   | 14        | 1         | 1     | 0    | —          | —          | 15       | 1        |
| Sylvia (kölcsönben)         | 2019     | Ettan        | 6         | 2         | —     | —    | —          | —          | 6        | 2        |
| Rosztov                     | 2020–21  | Premjer Liga | 19        | 1         | 1     | 0    | —          | —          | 20       | 1        |
| Rosztov                     | 2021–22  | Premjer Liga | 18        | 2         | 1     | 0    | —          | —          | 19       | 2        |
| Rosztov                     | Összesen | Összesen     | 37        | 3         | 2     | 0    | 0          | 0          | 39       | 3        |
| Utrecht (kölcsönben)        | 2021–22  | Eredivisie   | 9         | 0         | 0     | 0    | —          | —          | 9        | 0        |
| Pogoń Szczecin (kölcsönben) | 2022–23  | Ekstraklasa  | 12        | 3         | 0     | 0    | 3          | 0          | 15       | 3        |
| Összesen                    | Összesen | Összesen     | 113       | 15        | 4     | 0    | 3          | 0          | 120      | 15       |

## Sikerei, díjai
Norrköping
- Svéd Kupa
  - Döntős (1): 2016–17

## Fordítás
Ez a szócikk részben vagy egészben  a   Pontus Almqvist című angol Wikipédia-szócikk fordításán alapul.  Az eredeti cikk szerkesztőit annak laptörténete sorolja fel. Ez a jelzés csupán a megfogalmazás eredetét és a szerzői jogokat jelzi, nem szolgál a cikkben szereplő információk forrásmegjelöléseként.